# Дванадцять уйгурських мукамів
Дванадцять уйгурських мукамів (уйг. ئۇيغۇر ئون ئىككى مۇقامى) — це єдиний цикл або ряд протяжних музично-поетичних творів, шедевр середньовічного музичного мистецтва уйгурського мистецтва. Синтезуючи в собі традиційну пісенно-інструментальну музику та танці, усно-професійну музику та поезію, уйгурські муками є невід'ємною частиною мистецтва макамат.

## Історія зародження
Відомості про зародження мистецтва макамат, особливості стилістики, структури та способи побутування зустрічаються в рукописах вчених Сходу, починаючи вже з IX століття. Аль-Фарабі створив теорію східної музики, а Ібн Сіна (Авіценна) дав глибоке тлумачення питань музичної акустики, інтервалів, ритмів. У другій половині XIII століття видатний музикант-теоретик Сафіаддін Урмаві вперше обґрунтував принцип утворення дванадцяти ладів-даурів (пізніше макамів) у трактаті «Кітаб ал-адуар» (або «адвар» — «Книга про музичні кола»). Достовірним джерелом із питань історії, теорії та практики середньовічної музики Сходу, зокрема мукамів, є наукові дослідження Аш-Шіразі (1236—1310). Наукові досягнення Абдурахмана Джамі (1414—1492) та Алішера Навої (1441—1501) у теоретичних питаннях музики та поезії значною мірою сприяли формуванню художньо-естетичних поглядів поетів та музикантів наступних епох. Відомості про форми, характер і стиль музичних творів містять «Трактати про музику» Кавкабі Бухарського (XVI століття) та Дарвіша Алі (XVII століття).
Низка радянських та зарубіжних дослідників мистецтва макамат (Раджабов І. І. Р., Векслер З. М., Абдушукур Мухаммат Імін) вважає, що у народів Середньої та Центральної Азії це мистецтво існувало задовго до арабської навали в інших формах, хоча термін «макам» вперше засвідчений у музичних трактатах Махмуда Шираза на рубежі XIII—XIV століть.
Найбільш ранні відомості про музичну культуру уйгурської минулих століть містяться в «Суйшу» — «Історії династії Суй», створеної в VII столітті. Спираючись на дані музичного розділу цієї історії, уйгурський вчений Абдушукур Мухаммат Імін у книзі «Пісенно-танцювальне мистецтво Сіньцзяна Танської Епохи» пише, що в другій половині VI століття кучанський музикант-співак і виконавець на щипковому інструменті піпа — Суджуп розробив систему п'яти таран та семиступеневого звукоряду, яка набуває широкого поширення в Китаї. Цей період, ймовірно, відноситься до початкового етапу формування в Центральній Азії музичної теорії, яка виникла на основі високорозвиненої музичної культури раннього середньовіччя. Теоретична система Суджупа, що широко поширилася по всьому Східному Туркестану, безсумнівно слугувала основою для музичного уйгурського прогресу в наступні століття. У VI—VII століттях з'являються такі талановиті музиканти, як композитор Мантур.
З китайських літературних джерел ми дізнаємося, що на музичну культуру Західного та Центрального Китаю і навіть Кореї вплинула музика Кучі, відома в Китаї з 242 року. Китайський мандрівник Сюань-цзан (початок VII століття) пише, що «тамтешні [кучанські — Т. А.] музиканти надзвичайно вправні у грі на флейті та на гітарі і перевершують у цьому всіх інші країни». Цікаві відомості про церемоніальну музику Кучі в танські часи (VII—X століття). Тут «виконувалась музична композиція „Велике примирення“, яку також називали „Танцем левів п'яти небесних напрямків“». І далі «140 людей співали пісню „Велике примирення“ та йшли за „левами“ [юнаками — Т. А.], (тобто також, очевидно, танцювали), приплескуючи в долоні (за іншим джерелом, клацаючи пальцями), для того щоб витримати такт».
На початку VIII століття зароджується у Східному Туркестані прототип уйгурських мук «Чон нагма». Зі «Спогадів Юанської династії» відомо, що Танська епоха в місті Куча ознаменувалася появою графічного запису музики. Про уйгурські танці, пісні та музичні інструменти є згадки знаменитого венеціанського мандрівника XIII століття Марко Поло.
Музикантом XVI століття Кідірханом Яркенді у праці «Назук нукту» («Ніжні звуки цятки») охарактеризовано творчість уйгурських музикантів-професіоналів, його сучасників та окремих мукамів, що виконуються ними. Ісматулла Наматулла Моджізі у творі «Таваріхі мусікійун» («Історія про музикантів»), створеному в 1854 році, знайомить читачів із сімнадцятьма музикантами та поетами Близького та Середнього Сходу X—XVI століть, серед яких такі яскраві представники уйгурської музично-поетичної творчості XVI століття, як Кідірхан Яркенді та Аманісахан.
Вважаючи макамат переважно мистецтвом мусульманського світу, відомий музикознавець Х. С. Кушнарьов у своїй праці про вірменську монодію відносить його виникнення приблизно до X століття, а найвищий розквіт — до XII—XIII століть. «У цей період мугамат розвивається у руслі тенденцій так званого „сельджуцького“ [огузького — Т. А. ] мистецтва, у становленні якого місцева творча ініціатива, місцеві традиції зіграли винятково важливу роль».
Короткий історико-культурологічний екскурс у музичне минуле уйгурів, що виявляє сліди високої музичної культури, дозволяє припустити, що зародження уйгурського мукаму сягає V—VI століть, розвиток жанру припадає на VII—IX століття, а повне формування класичного циклу відбувається в X—XII століттях.
Підсумовуючи наявні різноманітні відомості про мукамні форми, дослідники вважають, що найбільш давньою і досконалою з них є система «Дванадцять мукамів» («Дувоздах макам»). До неї входили такі муками: Раст, Ушшак, Буслік, Ісфахан, Зірафканд (або Кучак), Бузрук, Зангула, Рахаві, Хусайні, Хіджаз, Ірак.
Пізню форму цього жанру являє «шаш-маком» у Середній Азії та дастгях в Ірані, що сформувалися у XVIII столітті під впливом більш ранньої системи «Дванадцять мукамів». «Шашмаком» — цикл із шести мукамів: Бузрук, Рост, Наво, Дугох, Сегох та Ірок — є спадщиною таджицького та узбецького народів. В азербайджанській, туркменській музичній практиці існує сім основних мукамів. Азербайджанські мугами-дастгяхі мають такі назви — Раст, Шур, Сегях, Чаргях, Баяти-Шираз, Хумаюн, Шуштар. Сім туркменських мукамів відрізняються від інших тим, що вони інструментальні, а також назвами та композицією. Інструментальна форма мугама набула поширення і у Вірменії.
У 2005 році ЮНЕСКО оголосив про включення уйгурських мукамів до списку нематеріальної культурної спадщини людства.

## Особливості циклу «Дванадцять уйгурських мукамів»
Умови побутування мукамів дуже відмінні. Вони звучали при великому скупченні людей та супроводжували календарні та сімейні народні обряди, а також «камерні» музичні вечори у вузькому колі слухачів. Багатий образний світ мукамів. У них відбилися основні естетичні і філософські погляди народу.
Мукамна традиція склалася як багатогранна і жанрово-розгалужена система монодії, а сам мукам увібрав у себе величезну різноманітність музичних форм, стилів виконавських традицій. У ньому поєднуються безписемне музичне, письмове поетичне, а також танцювальне начало.
Вокально-інструментальні різновиди мукаму містять різноманітні поетичні тексти: народні вірші, дастани та зразки високої класичної східної поезії. Вони могли змінюватися залежно від рівня розвитку суспільства, репертуару виконавців-професіоналів та вимог слухача. Особливо плідною виявилася взаємодія мукаму з формою газелі — однією з найрозвиненіших на Близькому та Середньому Сході.
Історично сформований у музичній практиці уйгурів цикл включає муками Рак (Raq), Чапбаят (Chapbayat), Мушавірак (Mushavirek), Чарігах (Charigah), Пянджигах (Penjigah), Узхал (Özhal), Аджам (Ejem), Ошак (Bayat), Нава (Nawa), Сегах (Ségah), Ірак (Iraq) (іноді в іншій послідовності). Муками піддавалися певною мірою впливу розвинених музичних культур індійців, персів, арабів та інших сусідніх народів.
Кожен мукам із системи «Дванадцять мукамів» утворює, своєю чергою, складний самостійний цикл із низки вокальних, інструментальних, танцювальних частин, мають самостійні назви і об'єднаних загальною ладоінтонаційною основою.
Як відомо, характерна особливість мукаму коріниться в раціональному поєднанні стабільного (канон) та мобільного (імпровізація) початків. В уйгурському мукамі канонізовані — ладова організація, послідовність частин і тип розмаїття між трьома великими розділами; компонентами, що змінюються, є імпровізаційні елементи мукамного мелосу, особливо вступного розділу мукаму (вільна зміна розміру, витончений ритм, мобільність динаміки), форма, а також тексти.
Типова поетична основа вокально-інструментальних частин мукаму — народні ліричні вірші; зразки кращих газелей та мурабів класиків східної поезії — Лутфі, Саккакі, Навої, Залелі, Новбаті, Хувейди, Машраба, Нізарі, Гарібі, Гумнам, Білал Назіма; тексти відомих поем та сказань (дастанів) — «Герип і Санам», «Хурліка і Хамраджан», «Юсуф і Зулейха», «Юсуф і Ахмет», «Тахір і Зохра», а також тексти духовного змісту. Вірші професійних поетів відрізняються глибоким змістом, емоційною насиченістю, милозвучністю та музичністю.
У текстах уйгурських мукамів, написаних в арузній метриці, найбільш уживані розміри рамал і хазадж. Це й не випадково, оскільки їхня популярність пояснюється близькістю до фольклорних тюркських ритмів. Навої вказуючи на зв'язок цих поетичних розмірів із ритмами співу, називає їх піснями. До речі, нагадаємо, що в уйгурське музичне мистецтво аруз проникнув із творчістю сазандарів — народно—професійних співаків, які у своїй музичній практиці спиралися на уйгурську класичну поезію.

## Варіанти уйгурських мукамів
Класичний цикл «Дванадцять мукамів» створювався та відшліфовувався уйгурськими мукамістами протягом кількох століть. Творче освоєння та вдосконалення циклу відбувалося шляхом розширення кола мелодій, перетворення структури мукамів. Музикантами—самородками — сазандарами складалися близькі мукамам за стилем пісенно-танцювальні цикли — санами (кучанські, хотанські та інші), пісні, дастани до окремих розділів мукамів. Крім того, створювалися муками, які не ввійшли в основний цикл: вони або існували самостійно, або включалися до деяких частин локальних варіантів циклу. Так, у книзі Ісматулли Наматулла Моджізі є відомості про те, що чудовий мукаміст XVI століття Юсуф Кадірхан Яркенді (Східний Туркестан) написав мукам «Вісал». Цей мукам він розучував зі своїми учнями, серед яких були музиканти з Ірану, Індії, Туреччини та Середньої Азії. Мукам «Ішрят ангіз», автором якого є Аманісахан, не набув широкого поширення і не зберігся і також, як мукам «Абу чаша», не увійшов до основного уйгурського циклу «Дванадцять мукамів».
Свідченням подальшого розвитку мукамних традицій є створення вже в 40-х роках нашого століття двох мукамів у класичному стилі: «Рухсара» композитором—мелодистом Зікрі Альпітаєвим та «Джаркентським мукам» Нурмухамметом Насіровим.
Ступінь таланту та знань сазандарами мукамного матеріалу визначали особливості побутування та поширення мукамів. В одних місцевостях одні муками з циклу, в інших — інші. Крім того, той самий мукам міг одночасно існувати в різних містах і виконуватися з перевагою до окремих частин.

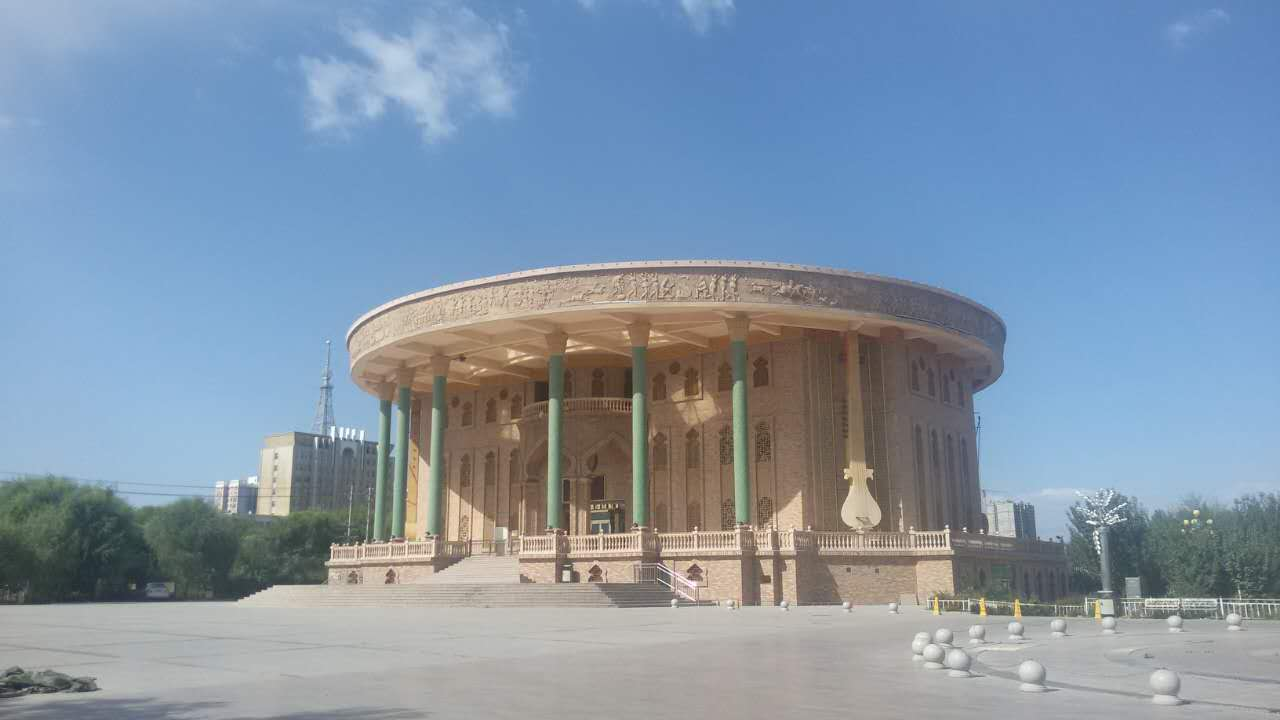
Музей мукаму в Хамі, Сіньцзян

У стародавньому місті Кумул (Хамі) у Східному Туркестані з давніх-давен існують так звані «машрапні муками», характерною музичною особливістю яких є танцювальне начало: після лаконічного мукам башлиніші (початок мукаму) слідують народні пісенно-танцювальні цикли — санами, які отримали назви «кумульські санами». Близька до селянського мелосу музична мова кумульських мукамів носить яскраво національне забарвлення, а їхні танці дуже колоритні і змістовні.
Кумульських мукамів збереглося дванадцять, із яких сім існує у двох варіантах:
1. Дур (два варіанти)
2. Улугдур
3. Мустазар (два варіанти)
4. Хупті (два варіанти)
5. Чапбаят (два варіанти)
6. Мушавірак (два варіанти)
7. Узхал (два варіанти)
8. Ірак
9. Долан Мушавірак
10. Рак
11. Чаргах (два варіанти)
12. Дугах

Уйгурський вчений Абдушукур Мухаммат Імін у книзі про уйгурські муками наводить перелік двох мукамних варіантів, що існують у Доланському районі яркендський і аксуйський. Цикли містять по дев'ять мукамів, а кожний мукам складається з п'яти частин — Мукам башлиніші, Чикітма, Санам, Салікя (або Хозур), Салармян (або Сирилма).
| Яркендські    | Аксуйські     |
| ------------- | ------------- |
| 1. Рак        | 1. Баш мукам  |
| 2. Бом баяван | 2. Бом баяван |
| 3. Зіл баяван | 3. Мугал      |
| 4. Сім баяван | 4. Сім баяван |
| 5. Узхал      | 5. Самук      |
| 6. Джола      | 6. Джола      |
| 7. Мушавірак  | 7. Чол баяван |
| 8. Дугамлять  | 8. Дугамлять  |
| 9. Ходак      | 9. Баяван     |

Незважаючи на музично-діалектні та структурні відмінності типових для уйгурського мелосу локальних варіантів мукамних циклів, а також їх окремих частин, що існують в Кашгарії (південь Східного Туркестану), вони, найімовірніше, послужили основою для зародження класичного кашгарського циклу «Дванадцять мукамів» до наших днів. Не маючи в даний момент нотного матеріалу, а також фонозаписами локальних варіантів муків Кашгарії — кумульських, доланських (яркендських і аксуйських), хотанських і кучанських, ми не можемо порівняти їх детально.
Великий внесок у справу збереження, розвитку та розповсюдження кашгарського циклу «Дванадцять мукамів» зробили обдаровані мукамісти — сазандари, які часто й створюють муками, і співаки XIX—XX століть, такі, як Джамі Кашмір, його сини Елім і Селім, Ахунум Карушан, Мухам, Хасан-тамбір, Турдахун-альнагма, а пізніше їх учні тамбіристи — Розі, Хусаїн, Джамі, Барат, Абдулла Думбак, композитор Зікрі Альпітаєв, співак Абдувалі Джаруллаєв. Серед них особливо вирізнялися виконавською майстерністю та педагогічним даром Ахунум Карушан та Розі — тямбір. Свої глибокі знання уйгурських мукамів та професійну виконавську майстерність вони передавали учням. У Розі — тямбір пройшли хорошу школу мукамного мистецтва відомі мукамісти — М. Хасанов, Н. Насіров, С. Разамов, Г. Кадірхаджієв і К. Мухамметов, які відновили уйгурський мукамний цикл (ілійський варіант). У п'ятдесятих роках нашого століття кашгарський цикл був записаний китайським фольклористом Ван Тунші в місті Урумчі з голосів уславлених уйгурських мукамістів: сатариста Турдахуна — альнагма (1881—1956) і Розі — тямбіра (1900—1957) і виданий та виданий у Пекіні.
Для виконання кашгарського циклу «Дванадцять мукамів» потрібно близько доби безперервного звучання. Кожен мукам складається з трьох великих розділів: Чон нагма, Дастан нагма, Машрап нагма (див.: #Глосарій). Вони ж у свою чергу діляться на дрібніші п'єси. В одному мукамі їх налічується від 20 до 30. Весь кашгарський цикл містить у загальній кількості 242 різні музичні п'єси.
Чон нагма найбільш об'ємний розділ мукаму — складається з таких частин: Мукам башлініші, Тазя та його маргул, Нусхя та її маргул, Салікя та її маргул, Джола, Санам, Пяшру, Такт, Хатімя. У середній розділ мукаму — Дастан нагма — входять від трьох до п'яти дастанів з їхніми маргулами. Заключний розділ — Машрап нагма — включає від трьох до шести пісенно-танцювальних номерів без маргулів.
Активне побутування кашгарського циклу в Ілійському краї і Семиріччі призвело до того, що з'явився його ілійський варіант, який має свій «музичний діалект». Головна його відмінність від основного циклу — лаконічність форми, що виникла внаслідок скорочення початкового розділу Чон нагма, в якому залишилося лише Мукам башлиніші. В ілійському варіанті Ірак — останній мукам — нерідко зветься Хусейні. Виняток становить мукам Узхал, де Дастан нагма містить два дастанні розділи — Наляш I і Наляш II і мукам Чаргах, у якому, навпаки, відсутній цей середній розділ.
Трансформація циклу могла статися, по-перше, у зв'язку з тим, що в Ілійському краї та Семиріччі залишалася лічена кількість знавців жанру — мукамістів, які не могли зберегти в пам'яті такий масштабний і складний музичний матеріал; по-друге, тому, що муками стали найчастіше виконуватися на весіллях та машрапах, коли самі умови диктували скорочення повільних частин і, навпаки, розвиток святкових, темпераментних та швидких танцювальних частин мукамів — Машрап нагма.
Для наочного порівняння класичного кашгарського циклу з його ілійським варіантом наведемо дві схеми мукаму Рак.
| Кашгарський      | Ілійська         |
| ---------------- | ---------------- |
| I Чон нагма      |                  |
| Мукам башлиніші  | Мукам башлиніші  |
| Тазя             |                  |
| його маргул      |                  |
| Нусхя            |                  |
| його маргул      |                  |
| Саликя малий     |                  |
| його маргул      |                  |
| Джола            |                  |
| Санам            |                  |
| Саликя великий   |                  |
| Пяшру            |                  |
| його маргул      |                  |
| Такт             |                  |
| II Дастан нагма  | II Дастан нагма  |
| Перший Дастан    | Перший Дастан    |
| його маргул      | його маргул      |
| Другий Дастан    | Другий дастан    |
| його маргул      | його маргул      |
| Третій дастан    | Третій дастан    |
| його маргул      | його маргул      |
| Четвертий дастан |                  |
| його маргул      |                  |
| III Машрап нагма | III Машрап нагма |
| Перший машрап    | Перший машрап    |
| Другий машрап    | Другий машрап    |
|                  | Третій машрап    |

Улюблені народом муками займають значне місце в репертуарі сазандарів. Серед радянських уйгурів велику популярність набув абойський варіант циклу «Дванадцять мукамів».
Без виконання мукаму не обходиться жодне свято врожаю дехкан. Муки звучать не лише на весільних церемоніях та машрапах, а й під час народних урочистостей, у клубах та на театральних сценах. Молоді близькі і зрозумілі муками Чапбаят, Мушавірак, Пянджигах, Ошшак і Баят, які відрізняються оптимістичним і завзятим звучанням, а люди старшого покоління віддають перевагу стриманим, велично-урочистим мукамам, таким як Рак, Аджям, Нава, Ірак.
Камерні інструментальні ансамблі мукамістів бувають різних складів, проте частіше в них входять тамбір, сатар, дутар, равап, гіджак, най, дап, сапаї і тевілваз. У сучасні мукамні ансамблі іноді включають як бас афганський равап.
У виконанні другого та третього розділів мукаму зазвичай бере участь повний склад інструментального ансамблю, проте нерідко (особливо в маргулах) звучать соло таких, наприклад, інструментів, як най, гіджак, чанг, тамбір, дап.
Виконання уйгурських мукамів вимагає від музикантів майстерного володіння професійними технічними навичками, високого художнього смаку. Як відомо, різні співаки та сасандари мають власну манеру співу чи гри на народному інструменті. Кожен із них, намагаючись максимально використати свої виконавські можливості, вносить невеликі зміни до мелодії. Наприклад, ілійська манера більш співуча і протяжна порівняно з кашгарською, а доланська — відрізняється більшою речитативністю.
Висока виконавська техніка поєднується з найтоншим нюансуванням у кульджинських та кашгарських співаків. Це пов'язано з опорою на більш давню традицію, яка збереглася до наших днів у таких талановитих співаків-мукамістів, як заслужені артисти УзРСР Халісхан Кадирова та Абдирим Ахмадієв, Кадір Разі Мухамметов, Султан Маметов, народна артистка КазРСР Нурбуві Маметова та артисти Сайдаракам Толегенов, Шамухамет Шарахметов, Айтурган Хасанова, Сейітджан Хамраєв. За безперервної спадкоємності національних музичних традицій та їх віковому відборі в сучасній виконавській практиці цих мукамістів збереглося найкраще.
У Казахстані, Узбекистані та Киргизії, де проживає багато уйгурів, існують професійні та аматорські ансамблі мукамістів. За останні роки багато робиться для популяризації мукамів. Вони постійно включаються до репертуару уйгурських народних ансамблів, до програм музичних передач радіо та телебачення республік Середньої Азії та Казахстану, звучать у театральних постановках.
У справі збереження, розвитку та пропаганди «Дванадцяти мукамів» великі заслуги двох професійних національних ансамблів мукамістів — колишнього Уйгурського ансамблю пісні та танцю при Держкомітеті телебачення та радіомовлення УзРСР у Ташкенті, фольклорного ансамблю «Нава» в Алма-Аті при Республіканському уйгурському театрі музичної комедії.
Творче використання мукамів уйгурськими композиторами відкриває широкі можливості для створення сучасних професійних музичних полотен.

## Глосарій
Машрап нагма (мәшрәп нәғмә) — 1) танцювальна музика; 2) назва заключного розділу уйгурського мукаму.
Маргул (мәрғул) — 1) трель; 2) інструментальна інтермедія — частина із середнього розділу уйгурського мукаму.
Нагма (Нәғмә) — 1) музика, мелодія; 2) Звук, музичний тон; 3) інструментальний награш.
Рак — 1) Всесвіт; 2) місце (сходження наук та збірник знань); 3) грань, сторона, ребро; 4) характеристика, смуга, лінія; 5) найменування мукаму.
Рухсар — 1) щока; 2) найменування мукаму.